# یونیون فنوزا
یونیون فنوزا (انگلیسی: Unión Fenosa) شرکت انرژی اسپانیایی است، که در سال ۱۹۸۲ تأسیس شد.